# Тимур и его команда (фильм, 2025)
«Тиму́р и его́ кома́нда» — будущий российский художественный фильм, снятый по мотивам одноимённой повести Аркадия Гайдара. Премьера состоится 28 августа 2025 года.

## Сюжет
Совпадает по названию с повестью Аркадия Гайдара, но кардинально отличается по сюжету и идеологии. Действие картины разворачивается в наши дни. Главная героиня — семнадцатилетняя школьница Женя, которая приезжает из Санкт-Петербурга в приграничный посёлок Белгородской области, чтобы успеть увидеться со своим братом, который готовится к отправке в зону военных действий на территории Украины. Она также знакомится с местным неформальным лидером команды подростков-волонтёров, которые меняют представление Жени о жизни.

## В ролях
| Актёр              | Роль                |
| ------------------ | ------------------- |
| Алексей Онежен     | Тимур               |
| Влада Майданова    | Женя                |
| Никита Кологривый  | Костя брат Жени     |
| Егор Бероев        | генерал             |
| Елена Цыплакова    | Екатерина Сидоровна |
| Денис Майданов     | камео               |
| Александр Дьяченко | отец Квакина        |
| Алина Ланина       | Ольга сестра Жени   |
| Михаил Грищенко    | Игорь жених Ольги   |
| Никита Буреев      | Гудвин              |
| Владимир Сериков   | Ваня Шнурок         |
| Егор Владимиров    | Михаил Квакин       |
| Кирилл Соляник     | Белл                |
| Денис Яковлев      | Фигура почтальон    |
| Назар Денисов      | Глеб                |
| Александра Живова  | вдова лётчика       |
| Александр Коржов   | командир спецназа   |

## Производство и премьера
Съёмки фильма проходили в августе 2024 года в селе Погост Рязанской области. Изначально премьера была запланирована на 23 февраля 2025 года. В декабре 2024 года был опубликован первый трейлер фильма. Предпремьерный показ фильма состоялся в мае 2025 года на V Международном фестивале Правильного кино в Москве. Премьера фильма состоится 28 августа 2025 года.